# Gora Stekljannaja
Gora Stekljannaja (Transkription von russisch Гора Стеклянная ‚Glasberg‘) ist ein Nunatak der Pensacola Mountains im westantarktischen Queen Elizabeth Land. Er ragt südöstlich des Hudson Ridge im südwestlichen Teil der Neptune Range auf.
Russische Wissenschaftler benannten ihn.